# Trafton (Washington)
Trafton es un área no incorporada ubicada en el condado de Snohomish en el estado estadounidense de Washington.

## Geografía
Trafton se encuentra ubicado en las coordenadas 48°14′13″N 122°3′31″O / 48.23694, -122.05861.